# Cliff Sutter
Clifford Samuel Sutter est un joueur de tennis américain né le 31 août 1910 à La Nouvelle-Orléans et décédé le 24 mai 2000 à Barnstable.

## Biographie
À l'US Open en 1932, il atteint le niveau des demi-finales mais perd contre le futur vainqueur du tournoi Ellsworth Vines après avoir remporté les deux premiers sets et avoir eu quatre balles de matchs (4-6, 8-10, 12-10, 10-8, 6-1).
Il remporte trois matches de simple en Coupe Davis en 1931 et 1933.
US Open 1/4 en 1930, 1/8 en 1931, 1/2 en 1932, 1/4 en 1933, 1/4 en 1934, 1/16 en 1935.
Un Wimbledon, en 1933, où il perd en 1/8. 
Victoires sur Bill Tilden, Fred Perry, Gottfried von Cramm, Henry Austin.
Il n'a aucun lien de parenté avec John Sutter.

## Palmarès (partiel)

### Titres en simple messieurs
| No | Date | Nom et lieu du tournoi                          | Catégorie | Surface | Finaliste      | Score                   |  |
| -- | ---- | ----------------------------------------------- | --------- | ------- | -------------- | ----------------------- |  |
| 1  | 1930 | Tournoi de tennis de South Orange, South Orange |           | NC      | Gregory Mangin | 4-6, 8-6, 7-5, 4-6, 6-1 |  |
| 2  | 1931 | Tournoi de tennis de Cincinnati, Cincinnati     |           | NC      | Bruce Barnes   | 6-3, 6-2, 3-6, 6-3      |  |

## Autres performances

### Titres en simple
- 1930 Longwood tournament bat Sidney Wood (5-7, 6-4, 6-3, 6-2)
- 1933 Bermuda championships bat Gregory Mangin (6-2, 1-6, 6-2, 6-2)
- 1936 Mason & Dixon tournament bat Carl Fischer (4-6, 6-2, 0-6, 6-3, 6-1)
- 1938 Middle States Indoors bat Dave Perchonock (6-8, 6-4, 6-0, 10-8)

### Finale en simple
- 1934 Seigniory Club tournament battu par Franck Parker (6-1, 2-6, 6-4)[1]

## Référence
1. ↑  Tennis Archives